# Mark Oliphant

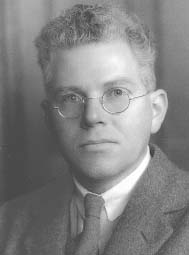
Sir Mark L.E. Oliphant

Marcus (Mark) Laurence Elwin Oliphant (Adelaide, 8 oktober 1901 – Canberra, 14 juli 2000) was een Australisch natuurkundige op het gebied van de kernfysica en politicus. Van 1971 tot 1976 was hij gouverneur van de deelstaat Zuid-Australië.

## Biografie
In 1919 begon hij aan een studie medicijnen aan de universiteit van Adelaide, maar veranderde van studierichting nadat zijn interesse in de natuurkunde was gewekt door zijn natuurkundeleraar, dr. Roy Burdon. Nadat Oliphant in 1925 een toespraak van de Nieuw-Zeelandse natuurkundige Ernest Rutherford had gehoord stond zijn besluit vast: diens assistent worden. Deze wens ging in 1927 in vervulling toen hij medewerker van het Cavendish Laboratorium werd aan de universiteit van Cambridge. In 1929 verkreeg hij zijn doctoraat met een proefschrift over kernfysica.
In Cambridge legde hij de theoretische grondslag van het bestaan van de waterstofisotopen deuterium (2H) en tritium (3H) en van helium-3 (3He). Samen met Oliphant en Paul Harteck slaagde Rutherford in 1934 erin om tritium voor het eerst kunstmatig te produceren door deuterium te bombarderen met deuterons.
In 1937 werd Oliphant hoogleraar natuurkunde aan de universiteit van Birmingham. Zijn bekendste student was Ernest William Titterton. Tegelijkertijd met Oliphant waren Rudolf Peierls en Otto Frisch in Birmingham werkzaam. Oliphant speelde een belangrijke rol (via de MAUD-commissie) in de Britse bijdrage aan het Manhattanproject – op een rondreis door Amerika in 1939 wist hij de zeer invloedrijke Ernest Lawrence te overtuigen zich met het project te engageren – en bij de ontwikkeling van de radar. Ook werkte hij aan elektriciteitstransport in gassen, oppervlaktechemie en zonne-energie. In 1943 ontving hij de Hughesmedaille, in 1946 de Medal of Freedom en in 1948 de Faraday Medal.
Hoewel hij tijdens de oorlog een sterk promotor was geweest in de ontwikkeling van de atoombom, werd hij later een fel criticus van kernwapens. Hij merkte op "soort trots dat de bom had gewerkt, maar absoluut ontzet was wat het had gedaan met menselijke wezens". Ook nam hij deel aan de Pugwash Conferences on Science and World Affairs.
Na de oorlog bouwde hij in Europa het eerste protonensynchrotron, dat hij wist te bereiken met zeer weinig financiële middelen en alleen met zijn studenten als werknemers. In juli 1953 bereikte de machine 1 GeV.
In 1950 keerde hij definitief terug naar Australië, waar hij de oprichter en eerste voorzitter werd van het natuurkundig onderzoeksinstituut aan de universiteit van Canberra, een positie die hij tot 1967 bekleedde. Van 1954 tot 1957 was hij daarnaast de eerste president van de Australische Academie van Wetenschappen. In 1959 werd hij geridderd tot Knight Commander of the British Empire en in de adel verheven.
- Australian Dictionary of Biography: oliphant-sir-marcus-laurence-elwin--mark-782
- Catàleg d'autoritats de noms i títols de Catalunya: 981060995055306706
- Gemeinsame Normdatei: 1019586931
- International Standard Name Identifier: 0000 0000 8233 2236
- Library of Congress Control Number: n81134920
- Mathematics Genealogy Project: 187350
- Nationale bibliotheek van Australië: 35397500
- Nationale Bibliotheek van Israël: 987007271834905171
- Nederlandse Thesaurus van Auteursnamen: 14856559X
- SNAC: w6125s1p
- Système universitaire de documentation: 131830597
- Trove: 938517
- Virtual International Authority File: 53019332
- WorldCat: E39PBJkhPwRbwRq7mykkC3GmBP